# Réserve naturelle nationale du Delta de la Dranse
La réserve naturelle nationale du Delta de la Dranse (RNN43) est une réserve naturelle nationale qui s'étend sur le site du delta de la rivière la Dranse en bordure du lac Léman. Créée en 1980, elle occupe une surface de 52 hectares.

## Localisation

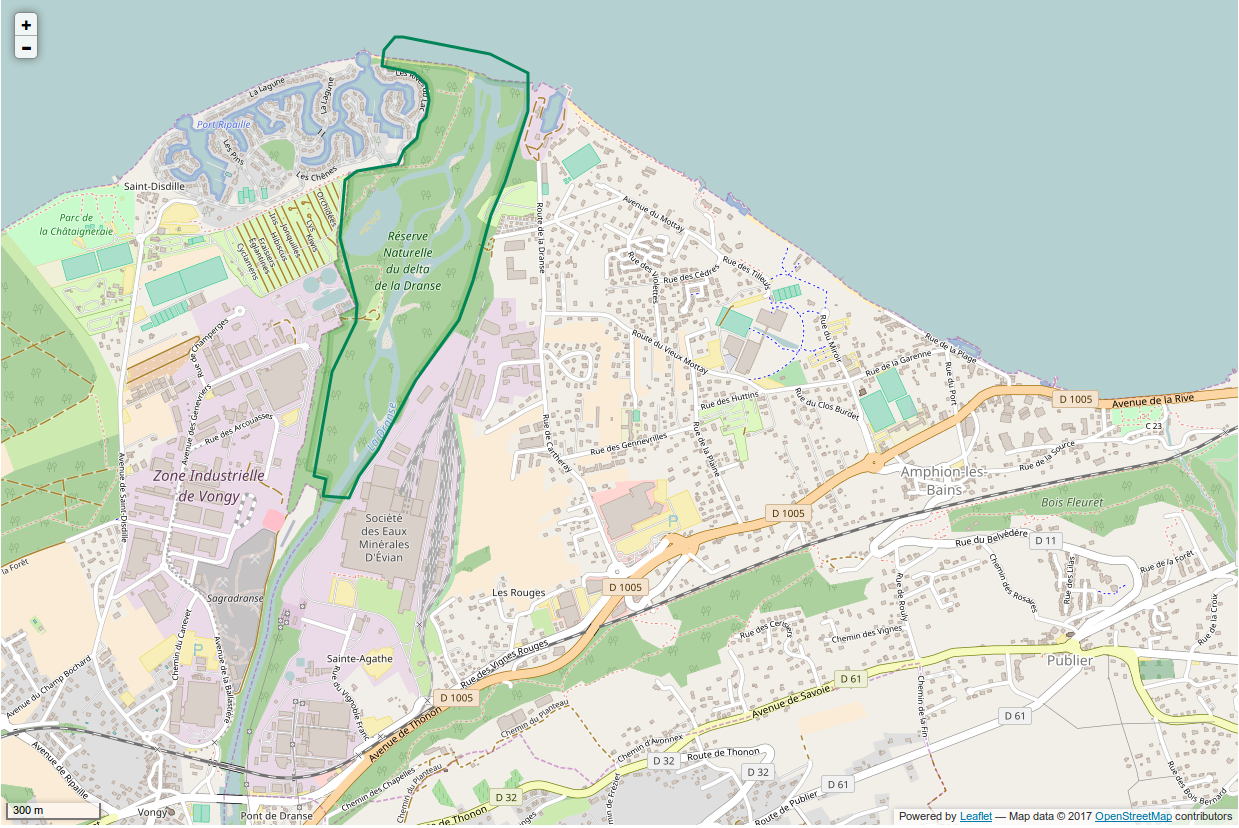
Périmètre de la réserve naturelle.

La réserve naturelle est située à l'est de Thonon-les-Bains dans le département de la Haute-Savoie, sur la commune de Publier. Longue de 1,5 kilomètre et large de 500 mètres, elle correspond à l'exutoire de la Dranse dans le lac Léman. Le site représente une petite surface (52 hectares) entre 372 et 380 mètres d'altitude, et offre une grande richesse botanique et ornithologique.

## Histoire du site et de la réserve
Le delta est le fruit d'une histoire géologique liée au retrait du glacier des Alpes, aux variations de niveau du lac et à la dynamique de ses eaux qui ont donné naissance à des deltas imbriqués dont subsistent des terrasses étagées.
Paul Géroudet note l'intérêt ornithologique du site dès les années 1930. Dans les années 1960, il lance l'idée de réserve naturelle. Elle se concrétise en 1980.

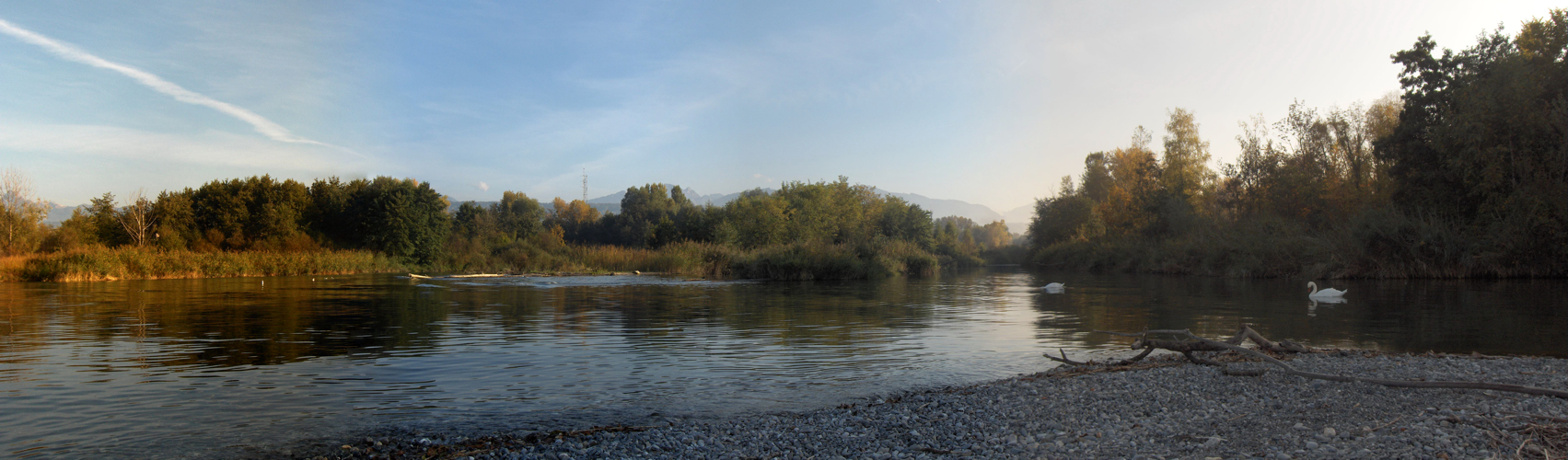
Embouchure du delta de la Dranse et réserve naturelle.

## Écologie (Biodiversité, intérêt écopaysager…)

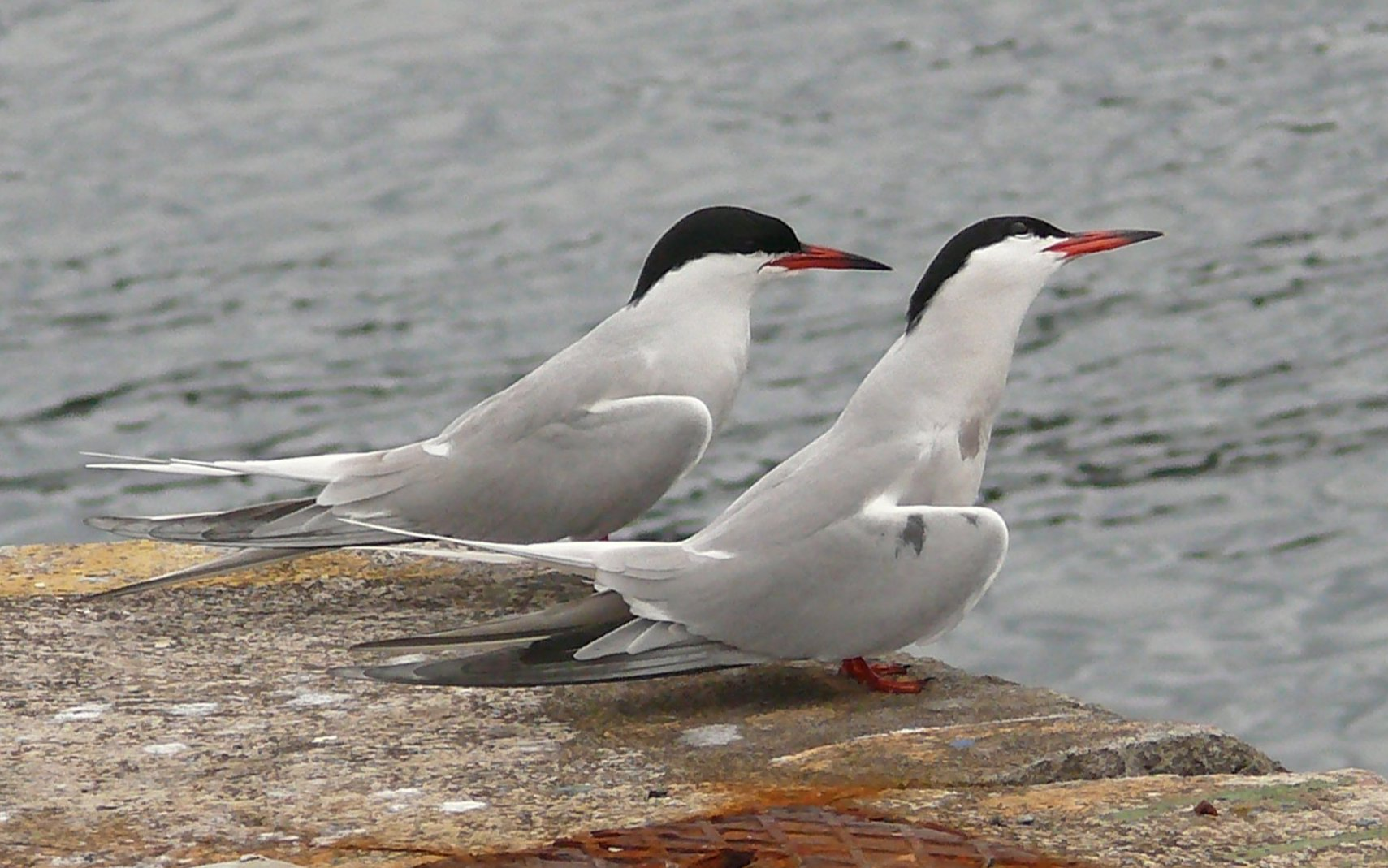
Couple de Sterne pierregarin

Dernier delta lacustre sauvage des rives du Léman, constitué d’alluvions, de sables, de graviers et de galets, formant des grèves et des îlots, modelés et remodelés au fil des crues d'une rivière torrentielle, le site contient un foisonnement de milieux naturels différents très riches en faune et en flore. On y trouve des milieux contrastés, secs et humides, depuis les zones marécageuses au nord, aux landes caillouteuses sèches au sud.
L’intérêt du site est essentiellement ornithologique (Sterne pierregarin). La réserve naturelle protège le lit et les berges de la rivière sur une certaine distance en amont du lac Léman.

### Flore

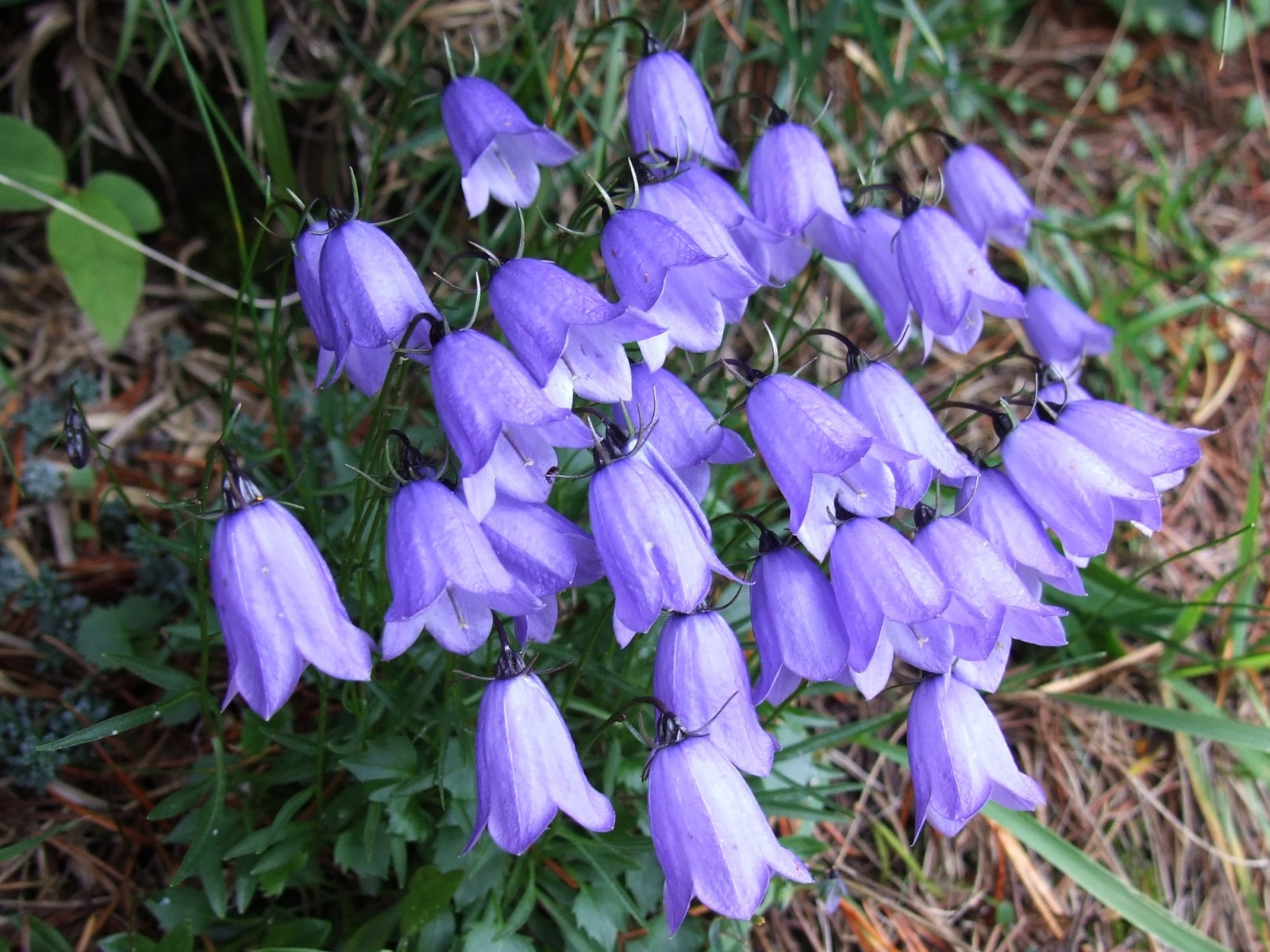
Campanule fluette

Le delta de la Dranse comprend une flore riche qui rassemble le tiers de la flore haut-savoyarde, soit près de 800 espèces, avec 3 groupes de plantes mitoyens : les espèces méridionales, notamment les 23 espèces d'orchidées, de nombreuses espèces montagnardes subalpines, telles que la Campanule fluette, et enfin des espèces cultivées totalement étrangères à la flore locale : Pavot somnifère, etc.

### Faune
La réserve naturelle est située sur une des grandes voies de migration européenne et offre une étape à de nombreux oiseaux (plus de 200 espèces) dont notamment la Nette rousse, la Mouette rieuse et le Petit gravelot. Elle correspond au seul site de nidification de la Sterne pierregarin pour tout le bassin supérieur du Rhône et au point le plus méridional où niche le Goéland cendré. De nombreuses espèces de reptiles et d'amphibiens sont aussi bien représentés. Le Castor est également installé sur le site. Le delta de la Dranse accueille également la truite du lac.

## Intérêt touristique et pédagogique
Le site est très accessible depuis les deux rives de la Dranse et quelques sentiers permettent de le parcourir. Toute l'année, un programme d'animations est proposé.

## Administration, Plan de gestion, règlement
La réserve naturelle est gérée par ASTERS, le Conservatoire d'espaces naturels de Haute-Savoie.
La réglementation interdit la cueillette des plantes et le ramassage des fossiles, le bivouac, les chiens même tenus en laisse, le survol à moins de 300m du sol, tandis que la chasse ou la pêche et la circulation des véhicules à moteur nécessaires pour les alpages, la forêt ou les refuges sont autorisées.

### Outils et statut juridique
La réserve naturelle a été créée par un décret du 17 janvier 1980. Ce décret a été abrogé par un nouveau décret le 8 février 1994.
Le site est une Zone de protection spéciale depuis septembre 1986.